# Вирджинский полк
Вирджинский полк (англ. Virginia Regiment) — военное подразделение, которое было сформировано губернатором колонии Вирджинии Робертом Динвидди, как часть вооружённых сил колонии.  Полк был сформирован в 1754 году и принимал участие в Войне с французами и индейцами, участвуя в стычке при Грейи-Мидоуз, в сражении за форт Несисити, в экспедиции Брэддока и экспедиции Форбса. Отдельные подразделения принимали участие в мелких стычках на вирджинском фронтире.

## История
Освоение территории Огайо европейцами, которую в то время уже населяли от 3 000 до 4 000 американских индейцев, началось в XVIII веке с французских переселенцев, которые основали ряд поселений для закупки пушнины у местного индейского населения.
Из-за притязаний англичан и французов на территории в долине реки Огайо разгорелся военный конфликт.
Этот конфликт побудил к созданию первого провинциального полка в Вирджинии. В 1754 году Генеральная Ассамблея проголосовала за то, чтобы собрать полк из 300 человек и направить его к слиянию рек Аллегейни и Мононгахила. После сражения за форт Несисити собрание проголосовало за увеличение численности полка с пяти до десяти рот.
Провинциальные войска Вирджинии, участвовавшие в экспедиции Брэддока 1755 года и потерпевшие поражение в битве при Мононгахеле, не были разгромлены; по приказу генерала Брэддока они были организованы в две роты Плотников, шесть рот рейнджеров и один отряд конных рейнджеров, всего 450 человек. Оставшиеся 350 человек из первоначальных десяти рот Вирджинского полка были использованы для пополнения двух регулярных полков экспедиции.
В 1755 году Вирджинский полк возглавил полковой командир Джордж Вашингтон, который смог превратить в самый боеспособный полк в Вирджинии.
После поражения Брэддока Вирджинский полк был немедленно реформирован, и собрание проголосовало в 1755 году за увеличение его численности до 1500 человек в 16 ротах. В 1756 году его фактическая численность составляла 1400 человек, а в 1757 году она сократилась до 1000 человек. В 1758 году Вирджиния собрала два полка по тысяче человек каждый для Экспедиции Форбса. Срок зачисления в первый полк истек в мае 1759 года, а во второй-в декабре 1758 года. 
Во главе Вирджинского полка в 1758 году Джордж Вашингтон участвовал в экспедиции Джона Форбса, в ходе которой французы были выбиты из форта Дюкен.
После падения форта Дюкен, собрание проголосовало в 1759 году, чтобы пополнить один полк, все еще находящийся на службе, и набрать ещё 500 человек, которые останутся в провинции для ее обороны. Полк остался на службе до мая 1760 года.
С началом англо-черокской войны собрание продлило службу полка, добавив 300 человек в трёх ротах для пограничной службы. Он оставался на границе с землями чероки до начала 1762 года, когда губернатор распустил его. В 1762 году британское правительство хотело, чтобы Вирджиния сформировала полк, который будет поставлен на регулярное британское учреждение, но Генеральная Ассамблея проголосовала за повторное повышение полка Вирджинии. Этот полк был расформирован в мае 1763 года, как раз перед началом войны Понтиака, поскольку провинция не могла содержать его без поставки бумажных денег, запрещенных Советом по торговле.

## Вербовка
Большинство новобранцев характеризовались Вашингтоном как "свободные, праздные личности"... совсем лишен дома, да и дома тоже." " письмо Роберту Динвидди от 9 марта 1754 года."Washington 1834, p.Затрудняемый частыми дезертирствами из-за плохого снабжения, чрезвычайно низкой оплаты и опасной службы, вербовщики полка Вирджинии отправились в Пенсильванию и Мэриленд для мужчин. Вашингтон сказал о них: "и не мало... есть только пальто, или жилет, к их спинам ..." более поздние проекты вытащили только тех, кто не мог предоставить замену или заплатить сбор за освобождение от уплаты £10, гарантируя, что только бедные Вирджинии будут составлены. Белые мужчины в возрасте от 16 до 50 лет были допущены к службе, хотя размерные списки полка сообщают о мужчинах в возрасте от 15 до 60 лет в рядах, а также ссылки на небольшое количество проектов с частичным африканским и индейским происхождением.

## Полковые командиры
- 1754 Полковник Джошуа Фрай
- 1754 Полковник Джордж Вашингтон.[9]
- 1755-1757 Полковник Джордж Вашингтон[10].
- 1758: Первый Вирджинский полк, полковник Джордж Вашингтон; Второй Вирджинский полк, Полковник William Byrd III.
- 1759-1762 Полковник Уильям Бэрд
- 1762-1763 Полковник Адам Стивен[11].